# COLCAP
COLCAP es el índice bursátil de referencia de la Bolsa de Valores de Colombia desde noviembre de 2013, cuando reemplazó al Índice General de la Bolsa de Valores de Colombia (IGBC) como el principal índice bursátil del país. Está compuesto por las 20 acciones más tranzadas en el mercado. La capitalización de mercado de cada compañía listada en el COLCAP es revisada periódicamente para determinar su inclusión en el índice.
El índice COLCAP fue inaugurado el 15 de enero de 2008 con un valor inicial de 1.000.

## Componentes
El índice COLCAP está compuesto por las siguientes 19 compañías que operan en el índice a diciembre de 2024.
| Compañía                     | Símbolo                                        | Industria                  | Capitalización (millones de dólares) | Valor de la acción en pesos (2024) |
| ---------------------------- | ---------------------------------------------- | -------------------------- | ------------------------------------ | ---------------------------------- |
| Ecopetrol                    | BVC: ECOPETROL NYSE: EC TSX: ECP               | Petróleo                   | 20.400                               | 1.675                              |
| Bancolombia                  | BVC: BCOLOMBIA BVC: PFBCOLOMB NYSE: CIB        | Banca privada              | 10.460                               | 37.780                             |
| Grupo Energía Bogotá         | BVC: EEB                                       | Energía                    | 6.530                                | 2.420                              |
| Grupo ISA                    | BVC: ISA                                       | Energía                    | 5.550                                | 16.300                             |
| Grupo Sura                   | BVC: GRUPOSURA BVC: PFGRUPSURA                 | Conglomerado               | 4.060                                | 37.300                             |
| Grupo Argos                  | BVC: GRUPOARGOS BVC: PFGRUPOARG                | Conglomerado               | 4.040                                | 20.140                             |
| Grupo Aval                   | BVC: GRUPOAVAL BVC: PFAVAL NYSE: AVAL          | Banca privada              | 3.600                                | 460                                |
| Cementos Argos               | BVC: CEMARGOS BVC: PFCEMARGOS                  | Materiales de construcción | 3.260                                | 9.990                              |
| Banco de Bogotá              | BVC: BOGOTA                                    | Banca privada              | 2.580                                | 26.040                             |
| Davivienda                   | BVC: PFDAVVNDA                                 | Banca privada              | 2.430                                | 17.900                             |
| Promigas                     | BVC: PROMIGAS                                  | Gas natural                | 1.920                                | 7.650                              |
| Corficolombiana              | BVC: CORFICOLCF BVC: PFCORFICOL BVC: CORFINCOL | Servicios financieros      | 1.640                                | 15.200 13.840                      |
| Grupo Bolívar                | BVC: BOLIVAR                                   | Conglomerado               | 1.440                                | 58.000                             |
| Celsia                       | BVC: CELSIA                                    | Energía                    | 962                                  | 3.530                              |
| Terpel                       | BVC: TERPEL                                    | Surtidor de combustible    | 548                                  | 11.160                             |
| Mineros                      | BVC: MINEROS                                   | Minería                    | 388                                  | 4.225                              |
| Canacol Energy               | BVC: CNEC TSX: CNE                             | Petróleo                   | 92                                   | 11.060                             |
| ETB                          | BVC: ETB                                       | Telecomunicaciones         | 50                                   | 74                                 |
| Bolsa de Valores de Colombia | BVC: BVC                                       | Bolsa de valores           |                                      | 9.500                              |